# خلعة
الخلعة أو التشريفة أو رداء الشرف هو مصطلح يُشير إلى الملابس الشرفية التي قدَّمَها حكام المسلمون في العصور الوسطى وأوائل العصر الحديث للرعايا بوصفه رداءً شرفيًّا، غالبًا في حفل تعيين لمنصب عام، أو رمزًا لتأكيد أو قبول التبعية لحاكم. كانت تُنتَج عادة في المصانع الحكومية وتُزيَّن بالشرائط المنقوشة المعروفة من الطراز.

## التاريخ
إن إهداء الملابس بوصفها علامة تفضيل هو تقليد شرق أوسطي قديم، وقد سُجِّل في مصادر مثل العهد القديم وهيرودوت.
في التاريخ الإسلامي، قام النبي محمد سابقةً بإهداء الخلعة، عندما نزع رداءه (البردة) وأعطاه كعب بن زهير تقديراً لقصيدة تمدحه. في الواقع، فإن مصطلح الخَلْع يدل على فعل نزع الثوب لإعطائه لشخص ما.
ظهرت ممارسة منح الخِلَع في الخلافة العباسية، حيث أصبحت من السمات المنتظمة للحكومة في مراسم الهبة والعطية، والتي كانت تحدث كل يوم تقريبًا، وأصبح أعضاء بلاط الخليفة معروفين باسم أصحاب الخِلَع. أصبحَت هبة الملابس جزءًا ثابتًا من أي استثمار في المنصب، وأصبح كذلك استثمارًا للوالي إلى وريثه الظاهر للعرش. وفي مناسبات المحكمة المهمة، غالبًا ما كان الشعراء يحيون ذكرى هذه الأحداث ويسجلها المؤرخون.
في مصر الفاطمية، انتشرت هذه الممارسة إلى الطبقات الوسطى العليا الثرية، اولذين بدأوا في منح خِلَعهم للأصدقاء والأقارب، فأصبح تقليدًا للطبقة الأرستقراطية. في ظل مصر المملوكية، تم توحيد النظام في نظام طبقات يعكس انقسامات المجتمع المملوكي، لكل منها رتبها الخاصة:
1. الجيش (أرباب السيوف)
2. البيروقراطية المدنية (أرباب العقل)
3. علماء الدين.

كان توزيع الخِلَع من مسؤولية أمين الخزانة الخاصة (ناصر الخاط)، الذي أشرف على الخزانة الكبرى (الخزانة الكبرى) ، حيث يتم تخزين الملابس. يُقدم المقريزي وصفًا مُفصلًا للملابس التي ترتديها مختلف الفئات والرتب؛ بالإضافة إلى ذلك، تضمنت الممارسة المملوكية هبة السلاح، أو حتى هبة الحصان كامل التجهيز من إسطبلات السلطان نفسه، بوصفه تشريفًا. ظَلَّت هذه الممارسة شائعة جدًّا حتى أوائل القرن العشرين.
في الهند في القرن التاسع عشر، قد تتكون الهبة أو الهدية تكون من خمسة قِطَع إلى 101 قطعة من الملابس.
مع انتشار هذه الممارسة في العالم الإسلامي، بدأ تقديم الجلباب في كل مناسبة صغيرة أو كبيرة، كما اكتسبَت الخِلع أيضًا أسماءً مميزةً. على سبيل المثال، تُعطى خِلَع الوزارة عند التعيين في الوزارة، بينما تُعطى خِلَع العزْل (رداء الفصل) عند الفصل المُشرَّف لشخص ما. كما تُعطى خِلْعة القدوم للضيف القادم، بينما تُعطى خِلْعة السفر للضيف المغادر، وهكذا.
كما قد تُقدَّم مبالغ من المال أو الأشياء الثمينة الأخرى كجزء من حفل العطية، أو في بعض الحالات، بدلًا من الرداء. في الإمبراطورية العثمانية، كان هذا المبلغ يُعرف بثمن الخِلعة؛ الأكثر شيوعًا أن هذا إشارة للتبرع الذي يتلقاه الإنكشارية عند تولي السلطان الجديد.

## طالع أيضًا
- لباس الخلعة: لباس في آسيا الوسطى، انتشر من عادة الخلعة.